# Rajčevci
Rajčevci (cyr. Рајчевци) – wieś w Bośni i Hercegowinie, w Republice Serbskiej, w gminie Laktaši. W 2013 roku liczyła 183 mieszkańców.